# Ilsebil
Ilsebil er et dansk pigenavn. Det er usædvanligt sjældent.
I 2013 var der registreret blot 4 kvinder i Danmark med navnet.
Navnet forekommer i Carl Nielsens sang Den milde Dag er lys og lang.
"Ilsebil" er tillige titlen på en bog af Isted Møller fra 1904, 
og med et ekstra "l" er bærer et himmellegeme navnet 919 Ilsebill.